# Belarbi
Belarbi (în arabă بلعربى) este o comună din provincia Sidi Bel Abbès, Algeria.
Populația comunei este de 8.455 de locuitori (2008).